# Homalocantha pele
Homalocantha pele is een slakkensoort uit de familie van de Muricidae. De wetenschappelijke naam van de soort werd voor het eerst geldig gepubliceerd in 1918 door Henry Augustus Pilsbry.